# مقاطعة برانتلي (جورجيا)
مقاطعة برانتلي (بالإنجليزية: Brantley County)‏ هي إحدى المقاطعات في ولاية جورجيا في الولايات المتحدة الأمريكية.